# Atsuto Uchida
Atsuto Uchida (内田 篤人, Uchida Atsuto, Kannami, 27 maart 1988) is een Japans voetballer die doorgaans als verdediger speelt. Hij verruilde Union Berlin in januari 2018 voor Kashima Antlers, waarvoor hij ook van 2006 tot en met 2010 speelde. Uchida debuteerde in 2008 in het Japans voetbalelftal.

## Clubcarrière
Uchida debuteerde in maart 2006 in het betaald voetbal in het shirt van de Kashima Antlers. Daar speelde hij zich dat jaar als rechtsback in de basis en verdween daar niet meer uit. Met Kashima werd hij in 2007, 2008 en 2009 landskampioen. Na vijf jaar bij Antlers kwam Uchida in juni 2010 tot een akkoord met FC Schalke 04. Hij was op dat moment in Zuid-Afrika voor het WK 2010.
Uchida maakte op 7 augustus 2010 zijn debuut voor Schalke. Coach Felix Magath gaf hem meteen een basisplaats in de met 2–0 verloren wedstrijd om de DFL-Supercup 2010 tegen Bayern München. Zijn debuut in de Bundesliga  volgde veertien dagen later. Hij viel toen in de 59e minuut in voor Joël Matip in een met 2–1 verloren wedstrijd uit bij Hamburger SV. Uchida speelde in vijf jaar 104 competitiewedstrijden voor Schalke, waarvan 100 als basisspeler. In die periode won hij de DFB-Pokal 2010/11 met de club en bereikten zijn teamgenoten en hij de halve finale van de UEFA Champions League. Gedurende deze jaren blijkt Uchida ook gevoelig voor blessures. Hierdoor mist hij regelmatig aanzienlijke delen van het seizoen. Blessureleed kost hem ook het gehele seizoen 2015/16. In 2016/17 bleef het bij één invalbeurt in de Europa League.
Schalke liet Uchida in augustus 2017 transfervrij vertrekken naar Union Berlin. Hier herhaalde de geschiedenis zich. Na twee wedstrijden in september, kwam hij de rest van 2017 niet meer in actie vanwege een blessure. Union Berlin liet hem in januari 2018 terugkeren naar zijn geboorteland, waar hij zich weer aansloot bij Kashima Antlers.

## Clubstatistieken
| Seizoen | Club            | Competitie    | Wedstrijden | Doelpunten |
| ------- | --------------- | ------------- | ----------- | ---------- |
| 2006    | Kashima Antlers | J-League      | 28          | 2          |
| 2007    | Kashima Antlers | J-League      | 31          | 0          |
| 2008    | Kashima Antlers | J-League      | 25          | 1          |
| 2009    | Kashima Antlers | J-League      | 31          | 0          |
| 2010    | Kashima Antlers | J-League      | 9           | 0          |
| 2010/11 | FC Schalke 04   | Bundesliga    | 26          | 0          |
| 2011/12 | FC Schalke 04   | Bundesliga    | 18          | 0          |
| 2012/13 | FC Schalke 04   | Bundesliga    | 24          | 1          |
| 2013/14 | FC Schalke 04   | Bundesliga    | 17          | 0          |
| 2014/15 | FC Schalke 04   | Bundesliga    | 19          | 0          |
| 2015/16 | FC Schalke 04   | Bundesliga    | 0           | 0          |
| 2016/17 | FC Schalke 04   | Bundesliga    | 0           | 0          |
| 2017/18 | Union Berlin    | 2. Bundesliga | 2           | 0          |
| 2018    | Kashima Antlers | J1 League     | 12          | 0          |
| 2019    | Kashima Antlers | J1 League     | 10          | 0          |

Bijgewerkt op 9 februari 2020

## Interlandcarrière
Uchida debuteerde op 26 januari 2008 onder bondscoach Takeshi Okada in het Japans voetbalelftal, in een oefeninterland tegen Chili (0–0). Zijn eerste interlanddoelpunt volgde op 22 juni 2008. Hij kopte toen het enige doelpunt van de wedstrijd binnen in een kwalificatiewedstrijd voor het WK 2010 tegen Bahrein. Okada nam Uchida in juni 2010 met inmiddels ruim dertig interlands achter zijn naam mee naar het WK 2010 in Zuid-Afrika. Hierop kwam hij zelf niet in actie. Dat deed hij wel op het WK 2014, waarop hij alle drie de wedstrijden van de Japanners van begin tot einde speelde.
Voor zijn interlanddebuut nam Uchida met de nationale selectie tot 23 jaar deel aan de Olympische Zomerspelen 2008. Daar werd Japan uitgeschakeld in een poule met de Verenigde Staten, Nederland en Nigeria. Geen wedstrijd leverde een punt op. Een jaar eerder speelde Uchida met de Japanse ploeg onder 20 op het WK –20 van 2007. Daar haalde hij met zijn teamgenoten de laatste zestien, waarna Tsjechië –20 de Japanners middels strafschoppen uitschakelde.

### Interlands
| Japans voetbalelftal | Japans voetbalelftal | Japans voetbalelftal |
| Jaar                 | Wed.                 | Dlp.                 |
| -------------------- | -------------------- | -------------------- |
| 2008                 | 14                   | 1                    |
| 2009                 | 13                   | 0                    |
| 2010                 | 7                    | 0                    |
| 2011                 | 11                   | 0                    |
| 2012                 | 7                    | 0                    |
| 2013                 | 13                   | 0                    |
| 2014                 | 7                    | 1                    |
| 2015                 | 2                    | 0                    |
| Totaal               | 74                   | 2                    |

## Erelijst
| Competitie         |                 |                  |                 |                 |
| Competitie         | Aantal          | Jaren            |                 |                 |
| Kashima Antlers    | Kashima Antlers | Kashima Antlers  | Kashima Antlers | Kashima Antlers |
| ------------------ | --------------- | ---------------- | --------------- | --------------- |
| Kampioen J1 League | 3x              | 2007, 2008, 2009 |                 |                 |
| Emperor's Cup      | 1x              | 2007             |                 |                 |
| Xerox Supercup     | 2x              | 2009, 2010       |                 |                 |
| Schalke 04         |                 |                  |                 |                 |
| DFB-Pokal          | 1x              | 2010/11          |                 |                 |
| DFL-Supercup       | 1x              | 2011             |                 |                 |
| Japan              |                 |                  |                 |                 |
| Aziatisch kampioen | 1x              | 2011             |                 |                 |